# 152 (număr)
152 (o sută cincizeci și doi) este numărul natural care urmează după 151 și precede pe 153 într-un șir crescător de numere naturale.

## În matematică
152
- Este suma a patru numere prime consecutive (31 + 37 + 41 + 43).
- Este un număr harshad.[1][2]
- Este un număr nontotient.[3][4]
- Este un număr refactorabil[5][6]
- În baza 152 s-a găsit că probabil cel mai mic număr repunit are 589570 de cifre.[7]

## În știință

### În astronomie
- Obiectul NGC 152 din New General Catalogue este un roi deschis cu o magnitudine 12,26 în constelația Tucanul.
- 152 Atala este un asteroid din centura principală.
- 152P/Helin-Lawrence este o cometă periodică din Sistemul Solar.

## În alte domenii
152 se poate referi la:
- Focke-Wulf Ta 152 a fost un avion de vânătoare al Luftwaffe în timpul celui de al Doilea Război Mondial.
- Numărul de milimetri ai unei rigle de 5 țoli.